# Demjanov-omlegging
De demjanov-omlegging is een omleggingsreactie die gebruikt wordt voor de verkleining of de vergroting van ring-systemen in organische verbindingen. De reactie is nauw verwant met de Wagner-Meerwein-omlegging.
Als een positieve lading wordt gegenereerd op een koolstofatoom (carbocation) dat deel uitmaakt van een ringsysteem, vindt een ring-contractie plaats. De ring die daarbij ontstaat is één koolstof kleiner dan de originele ring. Ligt het carbocation buiten het ringsysteem, vindt ring-vergroting plaats. 
Over het algemeen wordt deze omlegging een demjanov-omlegging genoemd wanneer de reactie wordt uitgevoerd door een amine te oxideren waarbij vervolgens een carbocation ontstaat. Natuurlijk kunnen ook andere reagentia worden gebruikt om soort gelijke omleggingen uit te voeren. Een voorbeeld van een omlegging uitgevoerd met p-tolueensulfonzuur staat in het schema beneden.